# ディディーコングレーシングDS
『ディディーコングレーシングDS』は、任天堂から日本国外で発売されたニンテンドーDS用ソフト。1997年にNINTENDO 64で発売された『ディディーコングレーシング』のリメイク作品。日本では未発売。

## 登場キャラクター

### 操作可能
ディディー
赤い帽子をかぶったチンパンジー。64版は主人公とは言いがたい扱いだったが、DS版はオープニングデモなどで出番が増え、主役級の扱いになっている。DS版ではティンバー達に助けを求められて駆けつける。
初心者向きのキャラクター。
ティンバー
トラ。64版は実質的な主役だったが、DS版はディディーの出番が増えているため主役ではなくなった。ディディーに助けを求めた。
初心者向きのキャラクター。
バンパー
アナグマ。スリルとスピードが大好き。ティンバーの友達。
初心者向きのキャラクター。
ピプシー
ネズミ。負けず嫌いな性格。ティンバーの友達。
加速力は高いが、最高速度は低い。
ティップタップ
カメ。平和主義者で危険なことには参加しない臆病な性格だが、島の危機に立ち上がる。『バンジョーとカズーイの大冒険』シリーズには2度出演しているが、同一人物なのかは不明。
クランチ
ワニ。クレムリン軍団のスパイ。ディディー達とは敵対関係にあるが、ちょっとした勘違いで彼らの後を追いかける。
最高速度は高いが、加速力は最悪。上級者向きのキャラクター。
ディクシー
ディディーのガールフレンドで、ポニーテールが特徴のゴリラ。DS版のみのキャラクター。ディディーと一緒にティンバー達を助けに向かう。
中級者向きのキャラクター。
タイニー
おさげが特徴のゴリラ。海外版ではディクシーの妹という設定。DS版のみのキャラクター。ディディーと一緒にティンバー達を助けに向かう。
中級者向きのキャラクター。
ドラムスティック
ニワトリ。レースが得意。物語の序盤は使用できない。凄腕のレーサーだったが、ウィズピッグが来た際に行方不明になっている。
能力は高いが、操作性にやや癖がある。中央ステージにいるカエルをカエルのマークの所に乗せると現れる、赤いトサカのついたカエルを踏むことで使用可能に。上級者向きのキャラクター。
T.T
時計。タイムアタックが大好き。
スピードが速く、タイムアタック向きのキャラクター。
魔人タージ
象。前作同様サポート役を務めるが、条件を満たす事でプレイヤーとしても使用可能。
上級者向きのキャラクター。
ウィズピッグ
ブタのような姿の宇宙人。前作同様ラスボスとして登場するが、こちらも条件を満たす事でプレイヤーとして使用可能。
最高速度は高いが、他の性能は悪く操作が難しい。上級者向きのキャラクター。

### その他
スコークス
緑色のオウム。前作同様、ティンバー達に手紙を届ける伝書鳩の役割を担当。
64版ではゲーム内には登場しなかったが、DS版ではオープニングデモで登場する。
クランチの相棒
名前は不明。スコークス同様、DS版ではオープニングデモに登場しており、クランチと似た容姿だったことが判明した。

## 前作との違い
- ミサイルを当てた際のふっとびの程度が大きくなった。
- コース上のバナナの削除。
- まじっくコードが廃止。
- レーサーのビークルの色がバンパーと同じ黄色となった。
- キャラクターセレクト画面のBGMの固定化。
- 一部のキャラクターと声優の交代。
- ドラムスティックの出現方法の変更。
- 自作コースをT.Tと走行可能。
- エンディングデモの変更。バンジョーとコンカーが登場しない、最後に皆がディディーを見送り「THE END」の看板が表示される、といった変更点がある。